# Ottignies-Louvain-la-Neuve
Ottignies-Louvain-la-Neuve (valonă Ocgniye-Li Noû Lovén) este un oraș francofon din regiunea Valonia din Belgia. Orașul a fost format prin regruparea entităților locale Ottignies, Louvain-la-Neuve, Limelette și Céroux-Mousty. Louvain-la-Neuve este un oraș nou creat artificial pentru a găzdui sediul francofon al Universității Catolice din Louvain după ce aceasta s-a separat în două entități: una flamandă și una francofonă în 1968.

## Localități înfrățite
- Ungaria: Veszprém